# ケンアンドスタッフ
株式会社ケンアンドスタッフは東京都新宿区に本社を置く警備・イベント運営を行う会社である。
もともとは本多芸能スポーツサービスに在籍した社員がロックイベンターの仕事を請け負うために1970年に創業。当時流行しだしたロック、ポップス等のコンサートの案内整理業務を専門に行う会社はなかったため、急成長を遂げる。また、70年代後半より盛んになった、晴海国際展示場などを利用した企業コンベンション(展示会)なども幅広く手がけた。
1987年4月19日のラフィンノーズ公演雑踏事故で、3名の死亡者と26名の重軽傷者を出した（この事故のため会場整理を行う会社は警備認定を行うことになった）等の為、一時低迷したこともあった。しかし、現在においても長年培ったコンサートおよびコンベンションなどでの業務において、シミズオクトなどと同様、警備・イベント運営を行う大手企業として知られる。

## 主な参加イベント・コンサート
- 東京モーターショー
- 自動車部品生産システム展
- World PC Expo
- 東京オートサロン
- CEATEC JAPAN
- 国際宝飾展
- コミックシティ
- サウンドコニファー229
- サマーソニック
- 東京ミレナリオ  など